# Perconia diluta
Perconia diluta är en fjärilsart som beskrevs av Barend J. Lempke 1952. Perconia diluta ingår i släktet Perconia och familjen mätare. Inga underarter finns listade i Catalogue of Life.